# Памятник А. С. Пушкину (Бендеры)
Памятник А. С. Пушкину открыт 6 июня 1980 года в приднестровском городе Бендеры в честь 160-летия со дня первого посещения города великим русским поэтом Александром Сергеевичем Пушкиным.
Скульптурная композиция представляет собой горизонталь, состоящую из фигуры поэта, сидящего на относительно протяжённой скамье. Пушкин запечатлён в сюртуке, на шее шарф, завязанный пышным бантом. Голова поэта с летящими кудрями и бакенбардами чуть повёрнута вправо.
Памятник отлит на Мытищинском заводе художественного литья из алюминиевого сплава и покрашен чёрной нитрокраской. Скульптурная часть памятника имеет высоту 1,8 м и длину 1,6 м и поставлена на двухступенчатый пьедестал из бутобетона, облицованного плитами чёрного гранита. Нижняя, наземная часть пьедестала имеет форму квадрата со сторонами 1,99 м; её высота — 0,35 м. Верхняя часть пьедестала в виде прямоугольника, длина которого 1,62 м, ширина 0,89 м; её высота — 0,83 м. На лицевой стороне высечена надпись: «А. С. Пушкин».